# P/2019 G1 (PANSTARRS)
P/2019 G1 (PANSTARRS) — короткоперіодична комета із сім'ї Юпітера. Відкрита 3 квітня 2019 року; була 19.9m на час відкриття. Абсолютна величина комети разом з комою становить 8.2m.